# Vern Poore
Vern Poore é um sonoplasta estadunidense. Venceu o Oscar de melhor mixagem de som na edição de 1989 por Bird, ao lado de Les Fresholtz, Dick Alexander e Willie D. Burton.